# Lewie Coyle
Pour l’article homonyme, voir Coyle.
Lewie Jacob Coyle, né le 15 octobre 1995 à Kingston upon Hull en Angleterre, est un footballeur anglais qui évolue au poste de défenseur ou milieu de terrain à Hull City.

## Biographie
Lewis Coyle est formé par Leeds United, faisant ses débuts le 9 janvier 2016 lors d'un match contre Rotherham United. 
Le 7 août 2020, il rejoint Hull City.

## Palmarès

### En club
Hull City
- Championnat d'Angleterre de troisième division (1) :
  - Champion : 2020-2021.

### Distinctions personnelles
- Membre de l'équipe-type de EFL League One en 2021.